# Langeneß
Langeneß è un comune di 121 abitanti dello Schleswig-Holstein, in Germania.
Appartiene al circondario (Kreis) della Frisia Settentrionale (targa NF) ed è parte della comunità amministrativa (Amt) di Pellworm.

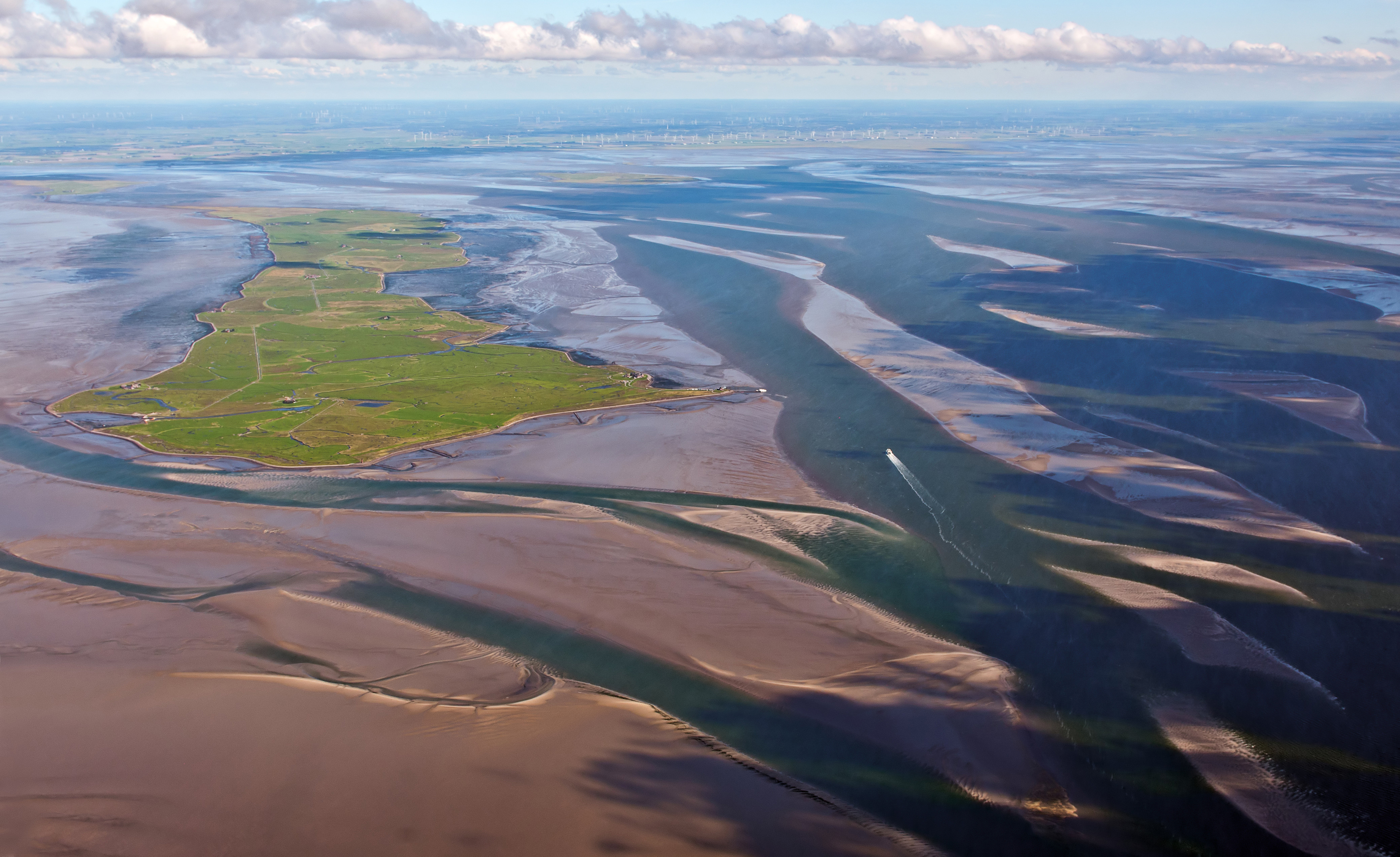
Langeneß

Il territorio comunale comprende due Halligen, Langeneß e Öland.